# Zanone Castiglioni
Zanone Castiglioni (anche Zanone da Castiglione) (Milano, fine XIV secolo – Neuilly, 11 settembre 1459) è stato un vescovo cattolico italiano.

## Biografia
Zanone era figlio di Guido e di Andriola Terzago e nacque a Milano alla fine del XIV secolo; venne avviato sin da giovane alla carriera ecclesiastica, sulle orme del celebre e potente zio il cardinale Branda Castiglioni.
Nel 1424 fu nominato vescovo di Lisieux, subentrando allo zio Branda, che ne era amministratore apostolico. Durante il suo episcopato, dato che il territorio della sua diocesi era sotto controllo francese, gli fu chiesto il suo intervento nel processo contro Giovanna d'Arco e inviò ai giudici una lettera in cui l'accusava di eresia, definendo le sue apparizioni illusioni del demonio e menzogne per trarre in inganno gli ignoranti. Ma nonostante questo giudizio sfavorevole il Castiglioni si dichiarò contro la sentenza di condanna a morte.
Il 29 gennaio 1432 papa Eugenio IV lo pose sulla cattedra di Bayeux, comunicò l'avvenuta elezione al capitolo, al clero e ai fedeli di Bayeux, all'arcivescovo di Rouen e al re di Francia. Allo stesso tempo elesse Pierre Cauchon a vescovo di Lisieux.

## Successione apostolica
La successione apostolica è:
- Vescovo Heinrich Wagernin (1436)
- Arcivescovo Raoul Roussel (1444)